# Mondariz-Balneario
Mondariz-Balneario – gmina w Hiszpanii, w prowincji Pontevedra, w Galicji, o powierzchni 2,31 km². W 2011 roku gmina liczyła 690 mieszkańców.